# 코일 스프링

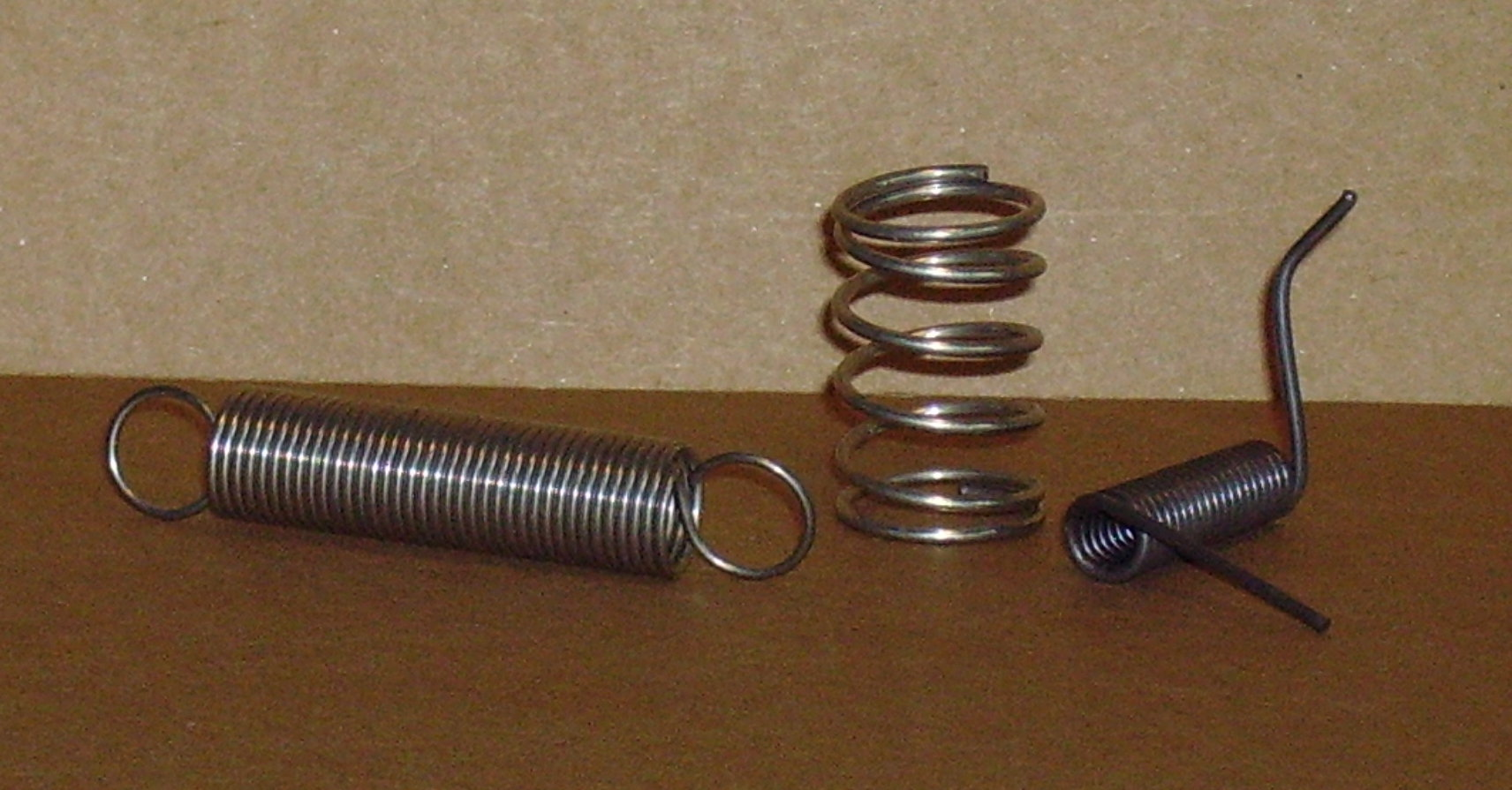

코일 스프링(coil spring)은 가장 일반적인 유형의 용수철이며, 긴 금속 조각을 감아 감아 만든 것이다. 코일 스프링은 로마 시대에 사용되었다. 이것들은 로마 고고학 발굴에서 아주 흔하게 발견된다.
코일 스프링은 감는 방법에 따라 압축 스프링, 인장 스프링 또는 비틀림 스프링이 될 수 있다.
코일 스프링은 일반적으로 에너지를 저장했다가 방출하거나, 충격을 흡수하거나, 접촉면 사이에 힘을 유지하는 데 사용되는 기계 장치이다. 하중을 내리면 원래 길이로 돌아가는 나선 모양으로 형성된 탄성 재료로 만들어진다.
이것들은 일반적으로 매트리스, 자동차 서스펜션 및 주거용 배관에 사용된다. 코일 스프링은 다양한 크기와 모양으로 제공되며 다양한 응용 분야에 사용할 수 있다. 작은 코일 스프링은 전자 장치에 자주 사용되는 반면 큰 코일 스프링은 자동차 서스펜션에 사용된다. 코일 스프링은 강철, 황동 및 청동을 포함한 다양한 재료로 만들 수 있다.

## 같이 보기
- 대차
- 슬링키
- 완충기